# Foyait

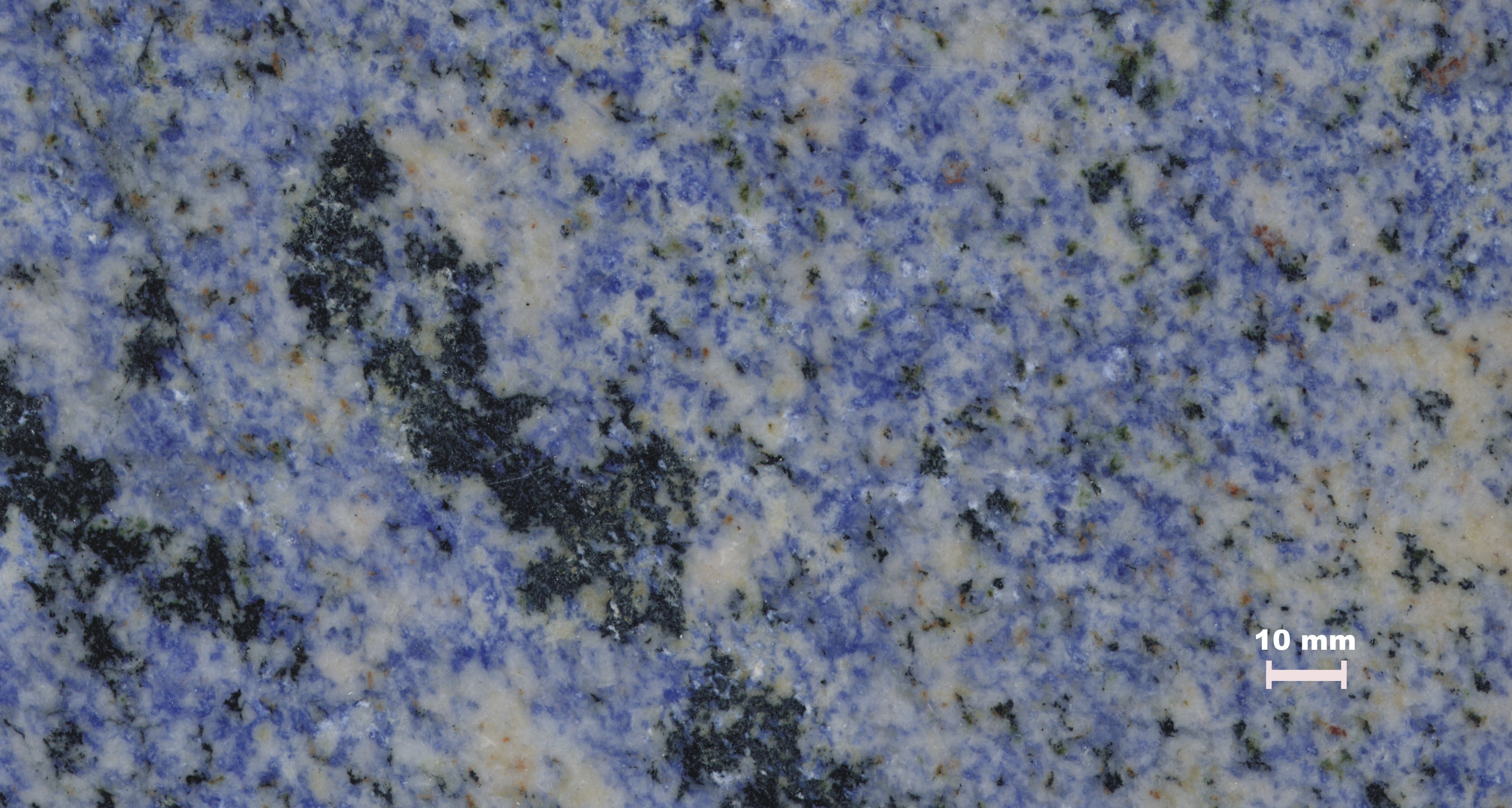
Foyaitgestein aus Brasilien (Azul Bahia)

Foyaite sind eine Gruppe von Plutoniten, die den Syeniten nahestehen und eine differenzierte mineralische Zusammensetzung aufweisen. Einzelne Sorten sind hochdekorativ und werden für besondere Gestaltungszwecke verwendet.

## Gesteinsbeschreibung und Mineralbestand
Es handelt sich um eine seltene Gruppe von Gesteinen, die Feldspatvertreter in ihrem Mineralbestand führen. Sie enthalten keinen Quarz. Sie führen Biotit, in geringem Umfang Plagioklas-Feldspate, Amphibol, Epidot, Zirkon, Ilmenit, Arfvedsonit, Melanit und Ägirin. Das Fehlen von Alkalifeldspaten hängt damit zusammen, dass bei der Entstehung dieser Gesteine ein SiO2-Defizit vorherrscht und daher aus den verfügbaren Alkalimetallen die kieselsäurearmen Feldspatvertreter gebildet wurden. Die Feldspatvertreter in den Foyaiten sind Sodalith, Nosean, Leucit, Analcim, Nephelin und Hauyn. Ferner treten Zeolithe, Cancrinit und Natrolith auf.
Je nach mineralischer Zusammensetzung werden Subtypen unterschieden. Das sind beispielsweise Agpait, Lujavrit, Shonkinit, Borolanit und Särnait.
Feldspate nehmen im Foyait für ein Gestein ungewöhnlich idiomorphe Formen an (längliche oder strahlige).

### Geschichte
Die Benennung erfolgte nach Untersuchungen an den Bergen Fóia und Picota in der Serra de Monchique am Nordwestrand der Algarve in Portugal. Die erste wissenschaftliche Beschreibung stammt von Johann Reinhard Blum und ist 1861 publiziert worden. Im Jahr 1890 definierte Waldemar Christofer Brøgger die Foyaitgesteine als Nephelinsyenite mit trachytischer Struktur.

## Vorkommen
Vertreter dieser Gesteinsgruppe sind aus Brasilien, Sambia, Grönland, Südnorwegen, Östergötland in Schweden, dem nordwestlichen Schottland und von der Halbinsel Kola bekannt.

## Verwendung
Die blau gefärbten Foyaite sind aufgrund ihres geringen Vorkommens sehr teuer und haben wie Gold einen Tagespreis. Ein Einbau dieser Gesteine kann nur mit fachkundiger Beratung und bei Kenntnis des Verfärbungsrisikos erfolgen.
Diese Gesteine reagieren auf den Einsatz von Säuren, Laugen und heißem Wasser (vor allem Sodalith, das die Foyaite blau färbt). Sie zeigen ein spektakuläres Dekor und werden deshalb gern zu exklusiven Gestaltungszwecken eingesetzt.

## Natursteinsorten
- Azul Bahia (Brasilien, Provinz Bahia, Itaju do Colônia)
- Blue King (Sambia)
- Marron Monchique (Süd-Portugal, Monchique)